# Sierra Pacific Airlines
Sierra Pacific Airlines – amerykańskie czarterowe linie lotnicze z siedzibą w Tucson. Zajmuje się między innymi przewozem pasażerów na zlecenie United States Marshals Service, United States Forest Service oraz United States Armed Forces.

## Flota
Według stanu na grudzień 2024 flota Sierra Pacific Airlines składała się z 2 samolotów o średnim wieku 29 lat:
| Samolot        | Samolot | Samolot   |
| Model          | Aktywne | Zamówione |
| -------------- | ------- | --------- |
| Boeing 737-500 | 2       | -         |
| Łącznie        | 2       | 0         |

W przeszłości linie wykonywały loty samolotami:
- Boeing 737-200
- Cessna 402
- Convair 440
- De Havilland Canada DHC-6 Twin Otter
- Handley Page Jetstream